# Anarchistische Vereniging
De Anarchistische Vereniging (Duits: Anarchistische Vereinigung) was een in 1924 in het Berlijnse stadsdeel Neukölln opgerichte anarchistische organisatie. De Anarchistische Vereniging was een afsplitsing van de Federatie van communistische anarchisten van Duitsland (Föderation der kommunistischen Anarchisten Deutschlands). Tot deze afsplitsing was het gekomen na onenigheid op persoonlijk en organisatorisch vlak, eerder dan wegens inhoudelijke meningsverschillen met de Federatie. De Anarchistische Vereniging legde, net zoals de Federatie, de nadruk op de individuele verantwoordelijkheid van elk individu. 
De AV heeft nooit meer dan 9 afdelingen gekend met waarschijnlijk minder dan 200 leden. Enige betekenis verkreeg de Anarchistische Vereniging door het toetreden van Erich Mühsam in 1926. Het politiek-theoretische lijfblad Fanal van Mühsam werd het orgaan van de AV. Met de arrestatie van Mühsam na de Rijksdagbrand in februari 1933 viel de Anarchistische Vereniging uiteen.
In tegenstelling tot de grootste Duitse anarchistenorganisatie, de anarcho-syndicalistische "Freie Arbeiterunion Deutschlands", was de Anarchistische Vereniging niet bereid de Weimarrepubliek te verdedigen tegen de kritiek van de conservatieven en nationaalsocialisten. Ook de sociaaldemocratie werd door de Anarchistische Vereniging afgewezen; zowel de steun aan de oorlogsverklaring (Eerste Wereldoorlog), het neerslaan van de radenrepubliek en deelname aan de regeringen werden gekritiseerd. Volgens de AV was het alternatief voor het agressieve fascisme niet de verdediging van de zwakke Weimar-democratie, maar de revolutie.